# Nexus 4
Nexus 4 (модельний номер  — E960, також відомий як LG Mako, інші назви  — LG Nexus, LG Optimus G Nexus, LG E960, LG Optimus Nexus) — смартфон (гуглофон), розроблений компанією LG Group та розповсюджується корпорацією Google, анонсований 29 жовтня 2012 року разом із планшетом Nexus 10. Є першим смартфоном із операційною системою Android Jelly Bean версії 4.2.

## Продажі
Nexus 4 почав продаватись 13 листопада 2012 року через Google Play у таких країнах: США, Велика Британія, Канада, Німеччина, Франція, Іспанія та Австралія. Розблокована 8 Гб версія буде коштувати $ 299, а 16 Гб версія  — $ 349. Американський оператор мобільного зв'язку T-Mobile продаватиме 16 Гб версію за $ 199 із укладанням дворічного контракту.
В Україні продажі очікуються до кінця листопада 2012 року. Також доступні продажі за попереднім замовленням $ 339 за 8 Гб версію та $ 399 за 16 Гб версію за допомогою фірм посередників.

## Критика приладу
На ресурсі BetaNews смартфон критикували за відсутність модуля мобільного зв'язку 4-го покоління LTE, оскільки, на їхню думку, будь-який флагман повинен підтримувати ці мережі. Але з іншої сторони, LTE-мережі є дорогими і відносно мало розповсюдженими, тому це є не настільки критично
Згідно із словами керівника Android'а, Енді Рубіна (англ. Andy Rubin), це «тактичне рішення» не створювати LTE-моделі через те, що це зменшує ціну, збільшує цільову аудиторію, існують обмеження у масштабах покриття та контролю із сторони мобільних операторів.
На ресурсі TechRadar сказано, що Google Nexus 4 має всі можливості для хорошого приладу зважаючи на ціну. З негативів було названо відсутність слоту розширення пам'яті, модуля зв'язку 4G і ємність батареї 2,100 мА·г

## Відео
- Огляд Google Nexus 4 [Архівовано 8 листопада 2012 у Wayback Machine.] від Engadget (англ.)
- Nexus 4, Nexus 10, Android 4.2: ексклюзивний перший погляд із середини Google [Архівовано 1 листопада 2012 у Wayback Machine.] від TheVerge (англ.)